# Clifton A. Woodrum

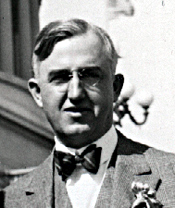
Clifton A. Woodrum

Clifton Alexander Woodrum, född 27 april 1887 i Roanoke i Virginia, död 6 oktober 1950 i Washington, D.C., var en amerikansk demokratisk politiker. Han var ledamot av USA:s representanthus 1923–1945.
Woodrum var verksam som apotekare i Roanoke, studerade sedan juridik och inledde 1908 sin karriär som advokat i Roanoke. Han tjänstgjorde som åklagare 1917–1919 och därefter som domare 1919–1922.
År 1923 efterträdde Woodrum James P. Woods som kongressledamot. Han var kvar i kongressen i 22 år fram till år 1945. Fem år senare avled han och gravsattes på Fair View Cemetery i Roanoke. Sonsonen Clifton Alexander "Chip" Woodrum III (1938–2013) var ledamot av Virginias lagstiftande församling 1979–2003.